# Halbkugeliger Wacholder
Der Halbkugelige Wacholder (Juniperus semiglobosa) ist eine Pflanzenart aus der Familie der Zypressengewächse (Cupressaceae). Er ist in den Gebirgen Zentralasiens heimisch.

## Beschreibung

### Erscheinungsbild und Rinde
Der Halbkugelige Wacholder wächst als immergrüner, meist einstämmiger Baum, gelegentlich auch als Strauch, der Wuchshöhen von 10 bis 20 Metern und Brusthöhendurchmesser von 1 bis 2 Meter erreichen kann. Die dichte aber gelegentlich auch offene Krone ist breit-pyramidenförmig bis unregelmäßig geformt. Die langen Äste erster Ordnung gehen sowohl an Jung- als auch an Altbäumen gerade oder aufsteigend vom Stamm ab, während die dicht stehenden Äste höherer Ordnung an jungen Bäumen gerade oder aufsteigend und an älteren Bäumen hängend sind. Die Zweige besitzen einen runden oder annähernd viereckigen Querschnitt.
Junge Bäume haben eine glatte, rötlich braune Borke von welcher bereits nach kurzer Zeit graue, papierartige Flocken abblättern. Die faserige und längsrissige Borke von älteren Bäumen ist rötlich-braun bis grau-braun gefärbt und blättert in langen Streifen ab. Die Rinde der älteren Zweige ist leicht violett gefärbt und wird von grauen Flocken bedeckt.

### Beblätterung
Beim Halbkugeligen Wacholder liegt Heterophyllie vor. Die nadelförmigen und stechenden Blätter stehen wechselständig an den Zweigen und sind 8 bis 10 Millimeter lang etwa 1 Millimeter breit. Man findet sie vor allem an Sämlingen und den unteren Ästen der ausgewachsenen Bäume. An älteren Bäumen findet man vor allem Schuppenblätter, welche an den oberen Zweigen bei einer Länge von 1 bis 2 Millimetern rautenförmig bis dreieckig geformt sind. An älteren Zweigen werden sie bis zu 9 Millimeter lang und sind lanzettlich bis verkehrt-lanzettlich geformt. Alle Schuppenblätter sind hellgrün bis gelblich grün gefärbt und glänzen, da sie von einer dicken Wachsschicht bedeckt sind. Ihre Spitze ist spitz zulaufend und die Blattränder sind ganzrandig. An der Blattunterseite befinden sich zwei unauffällige Stomatalinien. Die auffälligen Drüsen sind elliptisch geformt.

### Zapfen und Samen
Die 3 bis 5 Millimeter langen und zwischen 2 und 4 Millimeter dicken männlichen Blütenzapfen sind anfangs grün und verfärben sich später gelb. Sie enthalten acht bis zehn schildförmige Mikrosporophylle, welche je drei bis vier Pollensäcken tragen. Die stiellosen weiblichen Beerenzapfen sind bei einer Länge von 4 bis 6 Millimetern und einer Dicke von 4 bis 8 Millimetern annähernd kugelig bis dreieckig, meist jedoch unregelmäßig und nur selten kugelig geformt. Anfangs sind sie dunkelgrün gefärbt und verfärben sich zur Reife hin hellbraun bis schwarzblau und sind häufig bereift. Jeder der fleischigen Zapfen besteht aus vier bis sechs zusammengewachsenen Samenschuppen und ihr Inneres ist gelblich grün gefärbt. Jeder Zapfen trägt ein bis vier gelbe bis rötlich braune Samenkörner. Die Samen sind bei einer Länge von 3 bis 6 Millimetern und einer Breite von 2 bis 4,5 Millimetern mehr oder weniger eiförmig oder konisch geformt.

## Vorkommen, Standortbedingungen und Gefährdung
Das natürliche Verbreitungsgebiet des Halbkugeligen Wacholders liegt in den Gebirgsregionen Zentralasiens. Es erstreckt sich dort von Usbekistan und dem Süden Kasachstans im Westen über Kirgisistan, Tadschikistan und dem Hindukusch im nordöstlichen Afghanistan entlang des Karakorums bis nach Pakistan, Kaschmir und dem Norden Indiens im Osten. In Indien reicht es entlang des Himalayas bis nach Garhwal. Weiters gibt es ein Vorkommen im Kunlun-Gebirge in China.
Der Halbkugelige Wacholder gedeiht in Höhenlagen von 1600 bis 4300 Meter. Er kommt dort vor allem in semiariden Hochtälern auf felsigen Böden, Moränen, an steinigen Hängen oder in Felsspalten vor. An manchen Standorten liegt der Jahresniederschlag unter 400 mm, wovon ein Großteil als Schnee fällt. Im ganzen Verbreitungsgebiet kann die Art Reinbestände ausbilden. Vor allem in Afghanistan und dem Pamir sowie dem Tian Shan bildet der Halbkugelige Wacholder Mischbestände mit dem Persischen Wacholder (Juniperus polycarpos) und Juniperus pseudosabina. In feuchteren Gebieten existieren Mischbestände mit Birken (Betula), Pappeln (Populus) und Mehlbeeren (Sorbus). Im westlichen Himalaya kommt es weiter zur Bestandbildung mit anderen Nadelhölzern, vor allem mit der Himalaya-Zeder (Cedrus deodara).
Der Halbkugelige Wacholder wird in der Roten Liste der IUCN als „nicht gefährdet“ eingestuft. Es wird jedoch darauf hingewiesen, dass eine erneute Überprüfung der Gefährdung notwendig ist.

## Systematik
Die Erstbeschreibung als Juniperus semiglobosa erfolgte 1879 durch Eduard August von Regel in  Trudy Imperatorskago S.-Peterburgskago Botaničeskago Sada , Band 6 (2), Seite 487. Synonyme für Juniperus semiglobosa Regel sind Juniperus schuganica Kom., Juniperus tianshanica Sumnev., Sabina semiglobosa (Regel) L.K.Fu & Y.F.Yu und Juniperus sabina var. jarkendensis (Kom.) Silba.

## Nutzung
Das Holz des Halbkugeligen Wacholders findet als Brenn- und Möbelholz Verwendung.